# Andrena sphecodimorpha
Andrena sphecodimorpha är en biart som beskrevs av Hans Hedicke 1942. Andrena sphecodimorpha ingår i släktet sandbin, och familjen grävbin. Inga underarter finns listade i Catalogue of Life.